# Hexatoma posticata
Hexatoma posticata là một loài ruồi trong họ Limoniidae. Chúng phân bố ở miền Cổ bắc.